# Okręg Aigle
Aigle (fr. District d’Aigle, niem. Bezirk Aigle) – okręg w zachodniej Szwajcarii, w kantonie Vaud. Siedziba administracyjna okręgu znajduje się w mieście Aigle. 

## Podział administracyjny
Okręg składa się z 15 gmin (commune) o powierzchni 434,99 km² i o liczbie mieszkańców 47 125.
1. Aigle
2. Bex
3. Chessel
4. Corbeyrier
5. Gryon
6. Lavey-Morcles
7. Leysin
8. Noville
9. Ollon
10. Ormont-Dessous
11. Ormont-Dessus
12. Rennaz
13. Roche
14. Villeneuve
15. Yvorne